# Cimadevila (Puerto del Son)
Cimadevila es una localidad española perteneciente a la parroquia de San Pedro de Muro, en el municipio de Puerto del Son, provincia de La Coruña. Cuenta con una población de 51 habitantes (INE 2019).